# Сокулукский район
Сокулукский район (кирг. Сокулук району) — административная единица в составе Чуйской области Кыргызстана. Административный центр — село Сокулук.

## История
Образован 5 февраля 1935 года как Кагановичский район. 3 января 1944 года часть территории Кагановичского района была передана в новый Кызыл-Аскерский район. Переименован в Сокулукский район 6 июля 1957 года. 26 ноября 1959 года к Сокулукскому району была присоединена часть территории упразднённого Кызыл-Аскерского района.

## Население
По данным переписи населения Кыргызстана 2009 года, киргизы составляют 99 712 человек из 159 231 жителя района (62,6 %), русские — 32 675 человек (20,5 %), казахи — 4339 человек (2,7 %), дунгане — 3006 человек (1,9 %), турки — 2916 человек (1,8 %), азербайджанцы — 2299 человек (1,4 %), украинцы — 1950 человек (1,2 %), уйгуры — 1712 человек (1,1 %), даргинцы — 1540 человек (1,0 %), лезгины — 1394 человека (0,9 %), немцы — 1306 человек (0,8 %), узбеки — 1114 человек (0,7 %), татары — 996 человек (0,6 %), курды — 860 человек (0,5 %).

## Административно-территориальное деление
- Городской населённый пункт:

1. Город Шопоков.

- Сельские населённые пункты (сёла), входящие в 19 аильных (сельских) округов[4]:

1. Асылбашский аильный округ: Асылбаш (центр), Кировское;
2. Ат-Башынский аильный округ: Манас (центр), Ак-Джол, Лесное, Тёрт-Кёль;
3. Военно-Антоновский аильный округ: Военно-Антоновка (центр);
4. Гавриловский аильный округ: Гавриловка (центр), Жангарач, Романовка, Шалта;
5. Джаны-Джерский аильный округ: Джаны-Джер (центр), Верхневосточное, Западное, Зелёное, Нижневосточное;
6. Джаны-Пахтинский аильный округ: Джаны-Пахта (центр), Ак-Кашат, Заря, Майское, Мирный;
7. Аильный округ имени Кайназаровой: Чат-Кель (центр), Белек, Тюз;
8. Камышановский аильный округ: Камышановка (центр);
9. Аильный округ имени Крупской: Сокулук (центр), Арал Ближний, Арал Дальний, Первое Мая;
10. Кунтууский аильный аймак: Кунтуу (центр), Достук, Малая Шалта, Шалта, Чон-Джар;
11. Кызыл-Тууский аильный округ: Кызыл-Туу (центр), Кара-Сакал, Новое, Токбай, Маловодное;
12. Нижнечуйский аильный округ: Нижнечуйское (центр), Мирное, Садовое, Северное, Степное, Талтак;
13. Новопавловский аильный округ: Новопавловка (центр), Учкун;
14. Орокский аильный округ: Джал (центр), Верхний Орок, Калтар, Кашка-Баш, Нижний Орок, Плодовое, Сарбан, Селекционное;
15. Первомайский аильный округ: Первомайское (центр), Национальное, имени Панфилова;
16. Сазский аильный округ: Саз (центр), Конуш;
17. Сокулукский аильный округ: Сокулук (центр);
18. Тош-Булакский аильный округ: Тош-Булак (центр), Берюлю, Четинди;
19. Фрунзенский аильный округ: Имени Фрунзе (центр) (ранее — совхоз Фрунзе), Комсомольское, Озёрное, Студенческое.

Указом от 4 марта 2024 года Новопавловский и Орокский округа присоединены к Бишкеку.

## Известные уроженцы
- Дуйшенкул Шопоков (1915—1941) — панфиловец, стрелок 4-й роты 2-го батальона 1075-го стрелкового полка 316-й стрелковой дивизии 16-й армии Западного фронта, красноармеец, Герой Советского Союза.
- Керимбюбю Шопокова (1917—2013) — советский работник сельского хозяйства, свекловод, Герой Социалистического Труда (1957).
- Зууракан Кайназарова (1902— 1982) — новатор колхозного производства, звеньевая колхоза «Дружба» Сокулукского района Киргизской ССР, дважды Герой Социалистического Труда (1948, 1957).
- Мукаш Абдраев (1920—1979) — киргизский советский композитор. Народный артист Киргизской ССР (1974). Лауреат Государственной премии Киргизской ССР им. Токтогула (1974).
- Эркин Борбиев (1937—2014) — советский киргизский писатель и сценарист, заслуженный деятель искусств Киргизской ССР (1982). Народный артист Киргизии.
- Жетикашкаева, Нуркамал (1918—1952) — киргизская советская поэтесса, актриса.
- Олег Ильин (1967—2004) — сотрудник Управления «В» Центра специального назначения ФСБ Российской Федерации. Удостоен звания «Герой России» (посмертно).
- Сёстры Резахановы.
- Исманов, Хусаин (1924—1956) — полный кавалер ордена Славы[6]
- Темир Сариев (1963) — киргизский государственный и политический деятель, заместитель председателя Временного правительства, министр финансов, председатель политической партии «Ак-Шумкар». 20-й премьер-министр Киргизской Республики (2015—2016).